# David DeJulius
David DeJulius (Detroit, 9 agosto 1999) è un cestista statunitense, di ruolo playmaker.

## Palmarès
- Coppa di Israele: 1

Maccabi Tel Aviv: 2025
- Coppa di Lega israeliana: 1

Maccabi Tel Aviv: 2024